# Michele Gaia
Michele Gaia (Brescia, 27 augustus 1985) is een Italiaans voormalig wielrenner.
Gaia werd in 2007 tweede in het nationaal kampioenschap voor beloften in Italië. Aan het eind van 2008 trad hij als stagiair toe tot Team Barloworld en begon zijn profloopbaan.

## Overwinning
2008
- Eindklassement Ronde van de Aostavallei